# Pedro Mutindi

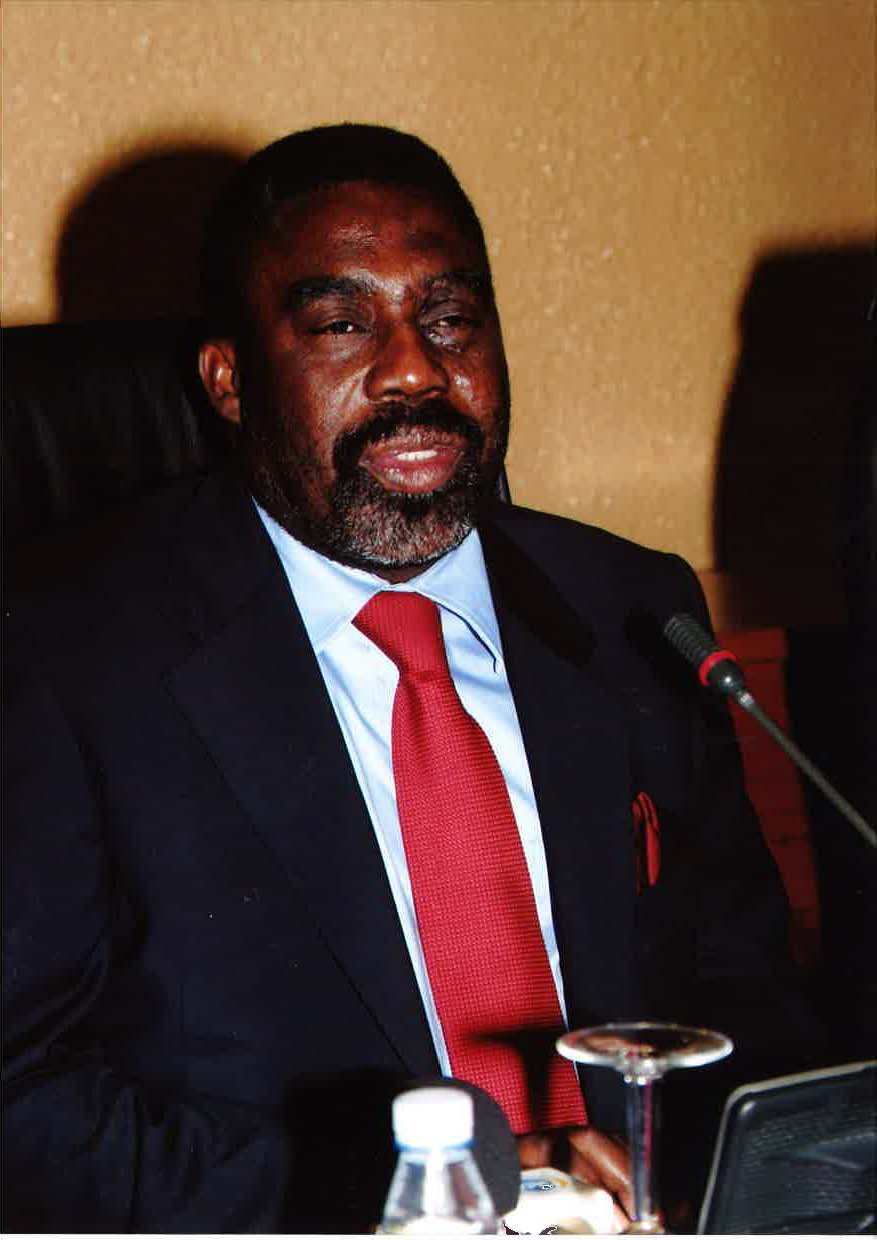
Pedro Mutindi, ministro de Hostelería y Turismo del Gobierno de Angola

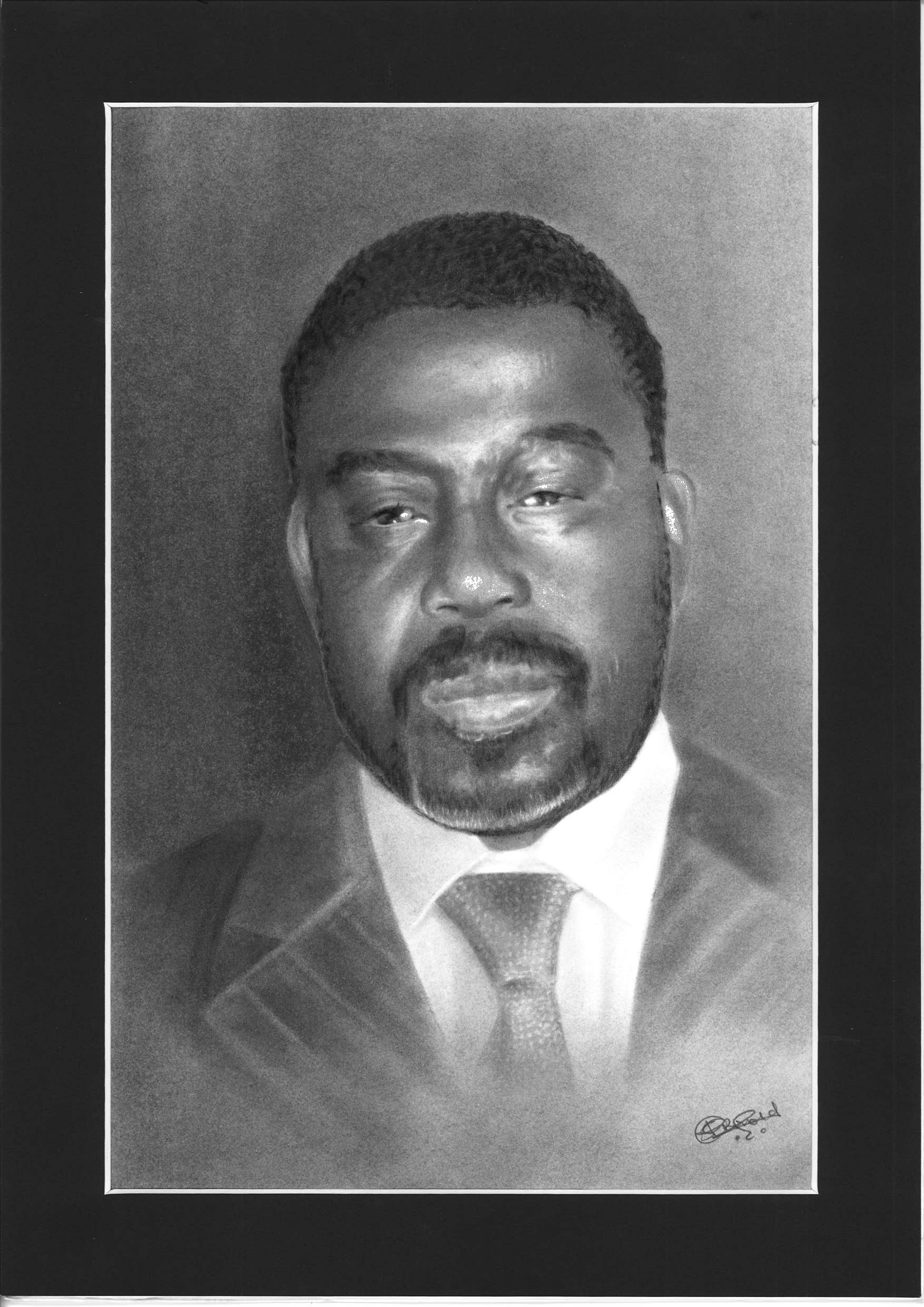
Retrato de Pedro Mutindi, ministro de Hostelería y Turismo de Angola

Pedro Mutindi (nacido el 30 de junio de 1954 en Mutano, provincia de Cunene, Angola) político angoleño.
Mutindi abandonó tempranamente sus estudios tras cursar la enseñanza secundaria para trabajar en la construcción tanto en Angola como en Namibia.
Desde 1973 a 1975, de vuelta en su país, ejerció como profesor de primaria. A los veintidós años, en 1974, inició su carrera política incorporándose en Humbe al MPLA., que había conocido a través del programa Angola Combatiente. Durante dos años vivió refugiado en Mucope debido al conflicto con UNITA.
A partir de entonces, luchando siempre en favor de los ideales de la independencia y la revolución en Angola, ocupó diversos cargos orgánicos e institucionales: en 1977 fue nombrado miembro del Comité Provincial del MPLA y participó en la comisión preparatoria del primer congreso del partido; en 1978 fue nombrado comisario municipal de Kahama, y un año después se convertía en comisario provincial de Cunene; en 1980 fue elegido diputado y fue nombrado presidente de la Asamblea Popular Provincial de Cunene; en 1984 resultó elegido diputado de la Asamblea del Pueblo; un año después se incorporó al Comité Central del MPLA y en 1990 entró a formar parte de su buró político.
Pedro Mutindi fue desde 1983 hasta 2008, cuando pasó a la Asamblea Nacional, gobernador de la provincia de Cuneme donde goza, como en el resto del sur de Angola, de una enorme popularidad. Actualmente es ministro de Hostelería y Turismo del gobierno de José Eduardo dos Santos. El objetivo de la institución que dirige es lograr que el desarrollo turístico de Angola, además de contribuir a afianzar los lazos entre sus habitantes, suponga un incentivo para la economía nacional, incremente la actividad y genere un mercado laboral floreciente que permita mejorar la calidad de vida de sus conciudadanos. Para ello se está realizando un esfuerzo en la creación y renovación de infraestructuras hoteleras
Pedro Mutindi ha sido merecedor de la Medalla del Trabajo, la Medalla de Amistad Angola-Cuba y la Medalla de los 50 años de la Fundación MPLA.